# Juicy light
Juicy light is een zestal kunstvoorwerpen geplaatst in Amsterdam Oud-West.
Het 'beeld' bestaat uit zes verlichtingseenheden, die hangen boven de Ten Katemarkt, dus in de Ten Katestraat. Kunstenares Titia Ex liet zich inspireren door het leerdicht De schepping van Jan Jakob Lodewijk ten Kate uit 1866, dat toen behoorlijk populair was; herdrukken volgden elkaar snel op. Daarnaast zocht ze in het ontwerp een binding met de markt. Ze kwam daarbij uit bij een soort kroonluchters, die daarbij de vorm hebben van druiventrossen, maar dan van metaal. De druiventrossen zijn daarbij een metafoor voor rijkdom en weelde. Het is de bedoeling dat de objecten tijdens de dag het zonlicht weerkaatsen naar de markt toe; de straten zijn hier vrij nauw, dus niet overal kan daglicht doordringen. In de avond geeft ledverlichting licht in de straat. Daarbij is er sprake van interactieve kleurafgifte, afhankelijk van de personen die onder de verlichting doorlopen. 
Het kunstproject is een uitvloeisel van een herinrichting van een zieltogende straat, markt en ook de buurt. Al eerder werd er in deze buurt gewerkt rond het project De Hallen. Vanaf zomer 2015 tot zomer 2017 werd de straat opgeknapt door nieuw wegdek etc. Met name de buurtbewoners hadden geklaagd over het matige licht ’s nachts. Ex’ ontwerp werd gekozen uit een drietal ontwerpen.
De Ten Katemarkt volgt met haar kunst de Albert Cuypmarkt dat in 2016 een poort kreeg onder de titel Alles wat er op de markt te koop is.